# 多重線型写像
線型代数学において、多重線型写像（たじゅうせんけいしゃぞう、英: multilinear map）は各変数ごとに線型な多変数関数である。正確には、多重線型写像は、{\displaystyle V_{1},\ldots ,V_{n}} および W をベクトル空間（あるいは可換環上の加群）として、次の性質を満たす写像 {\displaystyle f\colon V_{1}\times \cdots \times V_{n}\to W}である： 各 i に対して、vi を除くすべての変数を固定して変化させないとき、{\displaystyle f(v_{1},\ldots ,v_{n})} は vi に関して線型である。
一変数の多重線型写像は線型写像であり、二変数のそれは双線型写像である。より一般に、k 変数の多重線型写像は k 重線型写像 (k-linear map) と呼ばれる。多重線型写像の終域が係数体（スカラー値）のときはとくに多重線型形式と言う。例えば、スカラー積は対称双線型形式であり、行列式は正方行列の列（あるいは行）ベクトルを引数と見れば多重線型形式である。
すべての変数が同じ空間に属していれば、対称、反対称、交代 k 重線型写像を考えることができる（注意すべき点として、基礎環（あるいは体）の標数が 2 でなければ後ろ2つは一致し、標数が 2 であれば前2つは一致する）。例えば、スカラー積は対称であり、行列式は反対称である。
多重線型写像や多重線型形式は多重線型代数において研究の基本的な対象である。多重線型写像の系統的な研究により行列式、外積、そして幾何学的内容を含む多くの他の道具の一般的な定義が得られる。多様体の枠組みや微分幾何学においても多くの応用がある。

## 定義
k > 0 を整数とし、E1, …, Ek, F を同じ体 K 上のベクトル空間とする。写像 {\displaystyle f\colon E_{1}\times \ldots \times E_{k}\to F} が多重線型（より明示的に k-重線型）であるとは、各変数について線型であること、つまり、任意のベクトル {\displaystyle x_{1},\dotsc ,x_{k},x'_{i}} とスカラー a, b に対し、{\displaystyle f(x_{1},\dots ,x_{i-1},ax_{i}+bx'_{i},x_{i+1},\dots ,x_{k})=af(x_{1},\dots ,x_{i},\dots ,x_{k})+bf(x_{1},\dots ,x'_{i},\dots x_{k})} が成り立つことをいう。やや感覚的な言い方をすれば、k-重線型写像は、各因子に関して分配的な k 項の積と思える。
E1 × ⋯ × Ek から F への k-重線型写像全体の集合は、E1 × ⋯ × Ek から F へのすべての写像からなる空間 FE1×⋯×Enの部分ベクトル空間である。このベクトル空間を、L(E1, …, Ek; F), あるいは E1 = ⋯ = Ek = E であるときはより簡単に Lk(E; F) と記す。また特に、E 上の k-重線型形式の空間 Lk(E; K) を Lk(E) と書く。
空間 L(E1, …, Ek; F) は、k = 1 のとき E = E1 から F への線型写像の空間 L(E; F) にほかならないが、k > 1 のときには多重線型写像の空間 L(E1, …, Ek; F) と直積ベクトル空間 E1 × ⋯ × Ek 上の線型写像の空間とを混同してはならない。
- 例えば、K × K から K への写像の場合、乗法 {\displaystyle (x_{1},x_{2})\mapsto x_{1}x_{2}} は双線型だが線型でなく、対して射影 {\displaystyle (x_{1},x_{2})\mapsto x_{1}} は線型だが双線型でない。

しかしテンソル積空間 E1 ⊗ ⋯ ⊗ Ek 上の線型写像の空間 L(E1 ⊗ ⋯ ⊗ Ek; F) は（テンソル積の普遍性により）多重線型写像の空間 L(E1, …, Ek; F) と対応する（後述）。

## 成分表示
{\textstyle {\mathcal {B}}_{1},\dotsc ,{\mathcal {B}}_{k}} はそれぞれ {\textstyle E_{1},\dotsc ,E_{k}} の（有限とは限らない）基底とすれば、制限写像 {\displaystyle L(E_{1},\dotsc ,E_{k};F)\to F^{{\mathcal {B}}_{1}\times \dotsb \times {\mathcal {B}}_{k}},\qquad f\mapsto f_{|{\mathcal {B}}_{1}\times \dotsb \times {\mathcal {B}}_{k}}} は全単射（そしてベクトル空間の同型である。すなわち、k重線型写像は基底ベクトルの k-組における値（これはベクトル空間 F の任意のベクトルを選びうる）によって一意に決定される。
有限次元の場合、1 ≤ i ≤ k に対して具体的に基底を {\textstyle {\mathcal {B}}_{i}:=\{\mathbf {e} _{i1},\dotsc ,\mathbf {e} _{id_{i}}\}} と書けば、各空間 Ei の任意の元は {\displaystyle x_{i}=\sum _{j=1}^{d_{i}}X_{ij}\mathbf {e} _{ij}} と書けるから、それらの k-組 {\textstyle x_{1},\dotsc ,x_{k}} に対する k-重線型写像 {\textstyle f\colon E_{1}\times E_{2}\times \dotsb \times E_{k}\to F} の値は {\displaystyle f(x_{1},\dotsc ,x_{k})=f{\Bigl (}\sum _{j_{1}=1}^{d_{1}}X_{1,j_{1}}\mathbf {e} _{1,j_{1}},\dotsc ,\sum _{j_{k}=1}^{d_{k}}X_{k,j_{k}}\mathbf {e} _{k,j_{k}}{\Bigr )}=\sum _{j_{1}=1}^{d_{1}}\dotsb \sum _{j_{k}=1}^{d_{k}}\prod _{l=1}^{k}X_{l,j_{l}}f(\mathbf {e} _{1,j_{1}},\dotsc ,\mathbf {e} _{k,j_{k}})} であり、d1 ⋯ dk 個のベクトル {\textstyle f(\mathbf {e} _{1,j_{1}},\dotsc ,\mathbf {e} _{k,j_{k}})} で完全に決定される。
- より単純な場合として、{\textstyle E_{1}=\dotsb =E_{k},\quad {\mathcal {B}}_{1}=\dotsb ={\mathcal {B}}_{k}=(e_{i})_{i=1,\dotsc ,d}} とすれば k-重線型写像 f は nk 個のベクトル {\textstyle f(e_{i_{1}},\dotsc ,e_{i_{k}})} で決定される。特に、n-次元ベクトル空間 E 上の k-重線型形式の空間 Lk(E) の次元は nk である。

さらに、F の基底 {\textstyle {\mathcal {B}}:=\{\mathbf {b} _{1},\dotsc ,\mathbf {b} _{d}\}} をとれば {\displaystyle f(\mathbf {e} _{1,j_{1}},\dotsc ,\mathbf {e} _{k,j_{k}})=A_{j_{1}\dotsc j_{k}}^{1}\mathbf {b} _{1}+\dotsb +A_{j_{1}\dotsc j_{k}}^{d}\mathbf {b} _{d}} を満たすスカラーのあつまり {\textstyle \{A_{j_{1}\dotsc j_{k}}^{l}\mid 1\leq j_{i}\leq d_{i},1\leq l\leq d\}} が一意に存在するから、f はこれらのスカラーによって完全に決定される: {\displaystyle f(x_{1},\dotsc ,x_{n})=\sum _{j_{1}=1}^{d_{1}}\cdots \sum _{j_{n}=1}^{d_{n}}\sum _{l=1}^{d}A_{j_{1}\dotsc j_{k}}^{l}X_{1,j_{1}}\dotsb X_{k,j_{k}}\mathbf {b} _{l}.}スカラー A l
j1…jk  を k-重線型写像 f の {\textstyle {\mathcal {B}}_{1},\ldots ,{\mathcal {B}}_{k}} に対する構造定数あるいは成分 (compenent) と呼ぶ。
例双線型形式 {\displaystyle f\colon \mathbb {R} ^{2}\times \mathbb {R} ^{2}\to \mathbb {R} } を考えよう。これは上で述べた設定で、{\displaystyle V_{1}=V_{2}:=\mathbb {R} ^{2},d_{1}=d_{2}:=2} および {\displaystyle W:=\mathbb {R} ,d:=1} とした場合である。また Vi の基底はすべて同じ {\textstyle \{\mathbf {e} _{1},\mathbf {e} _{2}\}=\{{\begin{pmatrix}1\\0\end{pmatrix}},{\begin{pmatrix}0\\1\end{pmatrix}}\}} にとって {\displaystyle f(\mathbf {e} _{i},\mathbf {e} _{j})=A_{ij}} と書く（基底の対は {\displaystyle \{\mathbf {e} _{1},\mathbf {e} _{1}\},\{\mathbf {e} _{1},\mathbf {e} _{2}\},\{\mathbf {e} _{2},\mathbf {e} _{1}\},\{\mathbf {e} _{2},\mathbf {e} _{2}\}} の四つであり、それらにおける値である Aij も四つある）。このとき、任意のベクトルの対における f の値は {\displaystyle f(\mathbf {v} _{1},\mathbf {v} _{2})=\sum _{i=1}^{2}\sum _{j=1}^{2}A_{ij}v_{1i}v_{2j}\qquad (\mathbf {v} _{i}:=v_{i1}\mathbf {e} _{1}+v_{i2}\mathbf {e} _{2})} と書ける。あるいは {\displaystyle f({\begin{pmatrix}a\\b\end{pmatrix}},{\begin{pmatrix}c\\d\end{pmatrix}})=ac\;f({\begin{pmatrix}1\\0\end{pmatrix}},{\begin{pmatrix}1\\0\end{pmatrix}})+ad\;f({\begin{pmatrix}1\\0\end{pmatrix}},{\begin{pmatrix}0\\1\end{pmatrix}})+bc\;f({\begin{pmatrix}0\\1\end{pmatrix}},{\begin{pmatrix}1\\0\end{pmatrix}})+bd\;f({\begin{pmatrix}0\\1\end{pmatrix}},{\begin{pmatrix}0\\1\end{pmatrix}})} のように書いてもいい。

## テンソル積との関係
多重線型写像は本質的にテンソル積空間上の線型写像であると考えることができる。すなわち多重線型写像の空間 L(E1, …, Ek; F) と線型写像の空間 L(E1 ⊗ ⋯ ⊗ Ek; F) との間に自然な一対一対応が存在する（テンソル積の普遍性）。ここに E1 ⊗ ⋯ ⊗ Ek は E1, …, Ek のテンソル積である。この対応関係において対応する多重線型写像 {\displaystyle f\colon E_{1}\times \cdots \times E_{k}\to F} と線型写像 {\displaystyle {\tilde {f}}\colon E_{1}\otimes \cdots \otimes E_{k}\to F} の間の関係は、等式 {\displaystyle {\tilde {f}}(x_{1}\otimes \cdots \otimes x_{k})=f(x_{1},\dotsc ,x_{k})\qquad (x_{i}\in E_{i})} によって端的に表される。すなわち、この等式を満たすという意味で f は  の制限であり、 は f の唯一の線型な拡張である。

## 対称性・反対称性・交代性
写像 {\displaystyle f\in L_{k}(E;F)} が
- 対称的 (symmetric) であるとは、2つのベクトルを交換しても結果が変わらないことをいう： {\displaystyle f(x_{1},\dots ,x_{k})=f(x_{1},\dots ,x_{i-1},x_{j},x_{i+1},\dots ,x_{j-1},x_{i},x_{j+1},\dots ,x_{k}).}
- 反対称的 (antisymmetric) であるとは、2つのベクトルを交換すると得られる結果が符号が逆になることをいう： {\displaystyle f(x_{1},\dots ,x_{k})=-f(x_{1},\dots ,x_{i-1},x_{j},x_{i+1},\dots ,x_{j-1},x_{i},x_{j+1},\dots ,x_{k}).}
- 交代的 (alternating) であるとは、2つのベクトルが同じであるとき結果が 0 になることをいう： {\displaystyle [\exists i\neq j,x_{i}=x_{j}]\implies f(x_{1},\dots ,x_{k})=0.}

明らかに、交代多重線型写像は反対称である。逆に、反対称多重線型写像は標数 2 でないとき交代、標数 2 のときは対称になる。反対称性のことを交代性と呼ぶこともしばしばある。

より一般に、文字 {1, …, k} の置換の成す対称群 {\displaystyle {\mathfrak {S}}_{k}} の Lk(E; F) への作用を
{\displaystyle {\mathfrak {S}}_{k}\times L_{k}(E;F)\to L_{k}(E;F)\colon (\sigma ,f)\mapsto \sigma f(x_{1},\ldots ,x_{k})=(x_{\sigma (1)},\ldots ,x_{\sigma (k)}),}
即ち k-重線型写像の k 個の引数の置換として定める（σ(τf) = (στ)f となることに注意せよ）とき、f ∈ Lk(E; F) が
- 対称であるとは、∀σ に対して σf = f となること;
- 反対称であるとは、∀σ に対して σf = sgn(σ)f となること

と述べられる。ここに sgn(σ) は置換 σ の符号である。
逆に、{\displaystyle {\mathfrak {S}}_{k}} の作用の平均化を行うことにより、対称化作用素
{\displaystyle S\colon f\mapsto Sf:=\sum _{\sigma \in {\mathfrak {S}}_{k}}\sigma f}
および反対称化作用素
{\displaystyle A\colon f\mapsto Af:=\sum _{\sigma \in {\mathfrak {S}}_{k}}\operatorname {sgn}(\sigma )\,\sigma f}
を定めれば、任意の k-重線型写像 f を対称化 Sf および反対称化 Af することができる。しばしばこれらの作用素が冪等であるようにするために、k! で割る文献もある（が、それは正標数の体では常に可能とは限らない）。

## 例
- 任意の双線型写像は多重線型写像である。例えば、ベクトル空間上の任意の内積や R3 のベクトルのクロス積は多重線型写像である。
- 行列の行列式は正方行列の列（あるいは行）の反対称多重線型関数である。
- F: Rm → Rn が Ck 級関数であれば、その定義域の各点 p における F の k 階導関数は対称（英語版） k 重線型関数

{\displaystyle D^{k}\!f(p)\colon \mathbb {R} ^{m}\times \cdots \times \mathbb {R} ^{m}\to \mathbb {R} ^{n}}
と見ることができる。

## 性質
- 多重線型写像の値は引数のうち1つでも0であれば0である。

### 交代写像
ここでは E が有限 n-次元であるとし、n-重線型交代形式（上の設定で k = n, F = K の場合）を考える。このとき、行列式の特徴づけ（ライプニッツの明示公式とは別の定義）を与えることができる。
E の基底を e1, …, en とし、各ベクトルを vj ≔ ∑n
i=1Xi,jei と分解すれば、上で見たことから {\displaystyle f(x_{1},\dots ,x_{n})=\sum _{(i_{1},\dots ,i_{n})}\prod _{j=1}^{n}X_{i_{j},j}f(e_{i_{1}},\dots ,e_{i_{n}})} と書けるが、f の交代性（したがって反対称性）により置換 σ ≔ (i1, …, in) および置換の符号 ε(σ) によって {\displaystyle f(e_{i_{1}},\dots ,e_{i_{n}})=\varepsilon (\sigma )f(e_{1},\dotsc ,e_{n})} と書き直せるから {\displaystyle {\begin{aligned}f(x_{1},\dots ,x_{n})&={\Bigl (}\color {red}\sum _{\sigma \in {\mathfrak {S}}_{n}}\varepsilon (\sigma )\prod _{j=1}^{n}X_{\sigma (j),j}\color {black}{\Bigr )}f(e_{1},\dots ,e_{n})\\&=\color {red}{\det(x_{1},\dotsc ,x_{n})}\color {black}\cdot f(e_{1},\dotsc ,e_{n})\end{aligned}}}（二つ目の等号はライプニッツの明示公式による）が成り立つ。n-重交代形式 f は {\displaystyle f(e_{1},\dotsc ,e_{n})} で決まるが、特に {\displaystyle f(e_{1},...,e_{n})=1}なるものとして行列式は特徴付けられる。
- E が n-次元ならば、En 上の n-重線型交代写像の空間 An(E; F) は F に同型である。
- E が n 次元で n > k のとき、Ek 上の k-重線型交代写像の空間 Ak(E; F) は {\textstyle F^{\tbinom {n}{k}}} に同型である。[注釈 2]
- n < k のときは明らかに k-重交代写像は零写像のみである。

## 注